# Fracturing Responsibility and Awareness of Chemicals Act
Fracturing Responsibility and Awareness of Chemicals Act, parfois surnommé loi FRAC ou USBill no 111 et 1215 (respectivement pour la chambre et le Sénat),, est le nom d’un projet de loi qui, aux États-Unis, viserait à imposer aux représentants de l’Industrie du pétrole et du gaz de divulguer la liste des produits chimiques qu’ils injectent dans le sous-sol avec les fluides de fracturation utilisés pour la micro-fracturation hydraulique profonde des formations géologiques contenant du pétrole, du gaz de houille ou du gaz de schiste, ressources non conventionnelles dont l’exploitation a connu une très forte progression dans les années 2000 aux États-Unis et au Canada.
Ce projet de loi (House bill) a été présenté par Diana DeGette, D-Colo., Maurice Hinchey D-N.Y., et Jared Polis, D-Colo à la chambre des représentants.

La  version présentée au Sénat l’a été par les sénateurs Bob Casey, D-Pa., et Chuck Schumer, D-N.Y.

## Contenu
Ce projet de loi a été présenté aux deux chambres du 112e Congrès des États-Unis le 9 juin 2009. 
Il visait à abroger l'exemption qui permet à la technique de fracturation hydraulique (parfois dénommée « fracking »), d’échapper à la loi sur la salubrité de l'eau potable (« Safe Drinking Water Act »).
Le titre de ce projet de loi évoque la responsabilité sociale et environnementale des industriels utilisant les techniques de fracturation hydraulique profonde, mais aussi la volonté de certains élus américains de les « sensibiliser » (Awareness) aux risques liés à la dispersion dans l’environnement de milliers de tonnes de produits chimiques suspectés d’être dangereux et de pouvoir remonter vers les nappes ou la surface, le long des systèmes de failles par exemple, éventuellement avec du gaz.

## Contexte et réactions
Alors que la controverse grandit en Amérique du Nord sur les effets sanitaires et environnementaux du fracking,,, qu'un nombre croissant de personnes et de groupes considèrent comme une menace sérieuse pour l'approvisionnement en eau potable,, le  lobby des énergies fossiles est encore très puissant et influent aux États-Unis. Il a été fortement soutenu par les deux administrations Bush et s'oppose fermement à ce projet de législation, arguant du secret industriel ou du fait que selon les sociétés de fracking, celles-ci n’injecteraient dans le sous-sol que des produits non dangereux pour l’environnement, déjà présents dans des produits cosmétiques ou de nettoyage, et que, par ailleurs, il serait pour partie recyclés ou retraités (par évaporation notamment) .
En 2010, l'EPA a proposé au industriels qu'ils contribuent volontairement à une évaluation d'impacts, faute de quoi ils seraient mis en demeure de le faire